# Sechstagerennen Dortmund

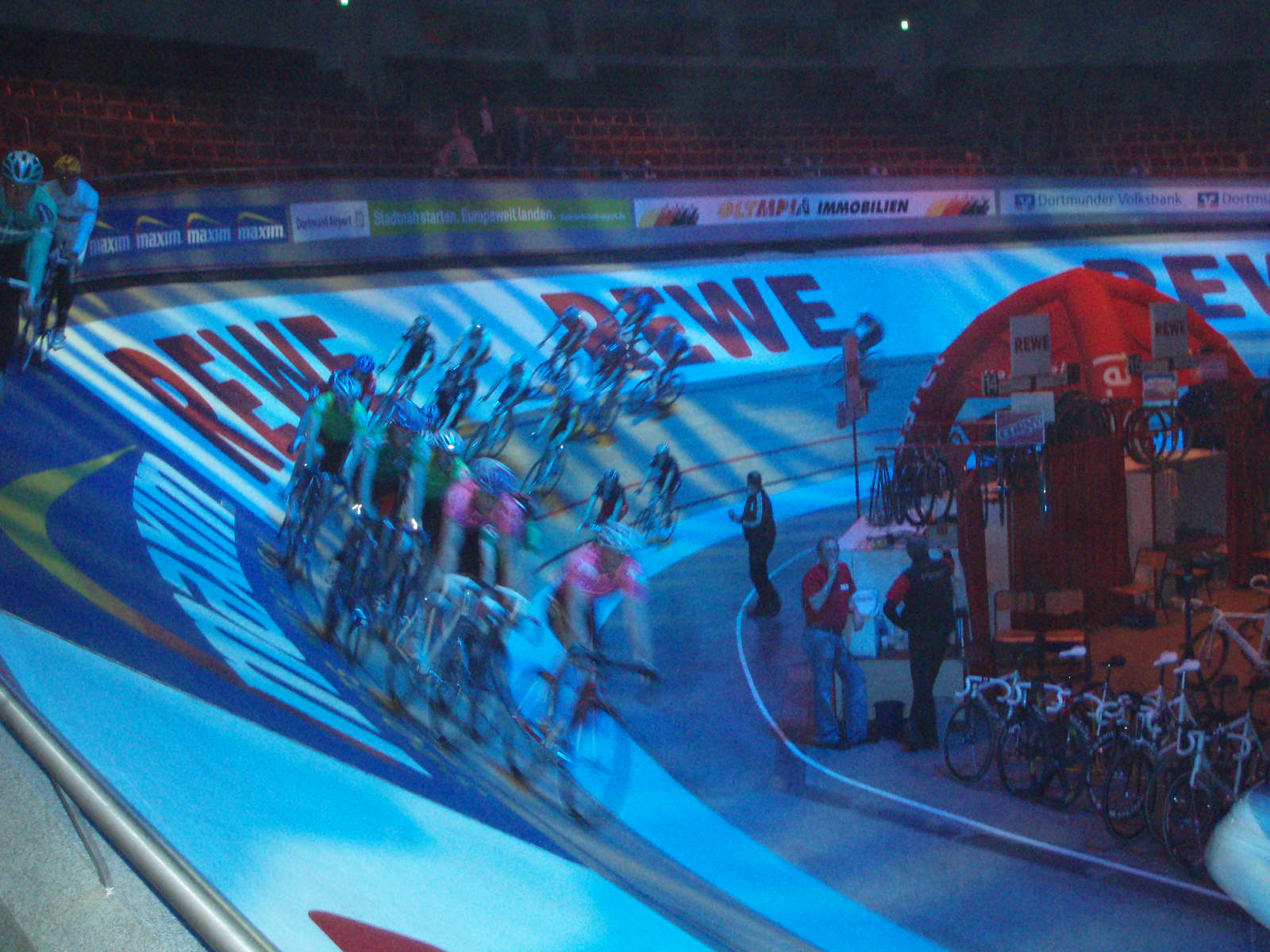
Sechstagerennen Dortmund 2004

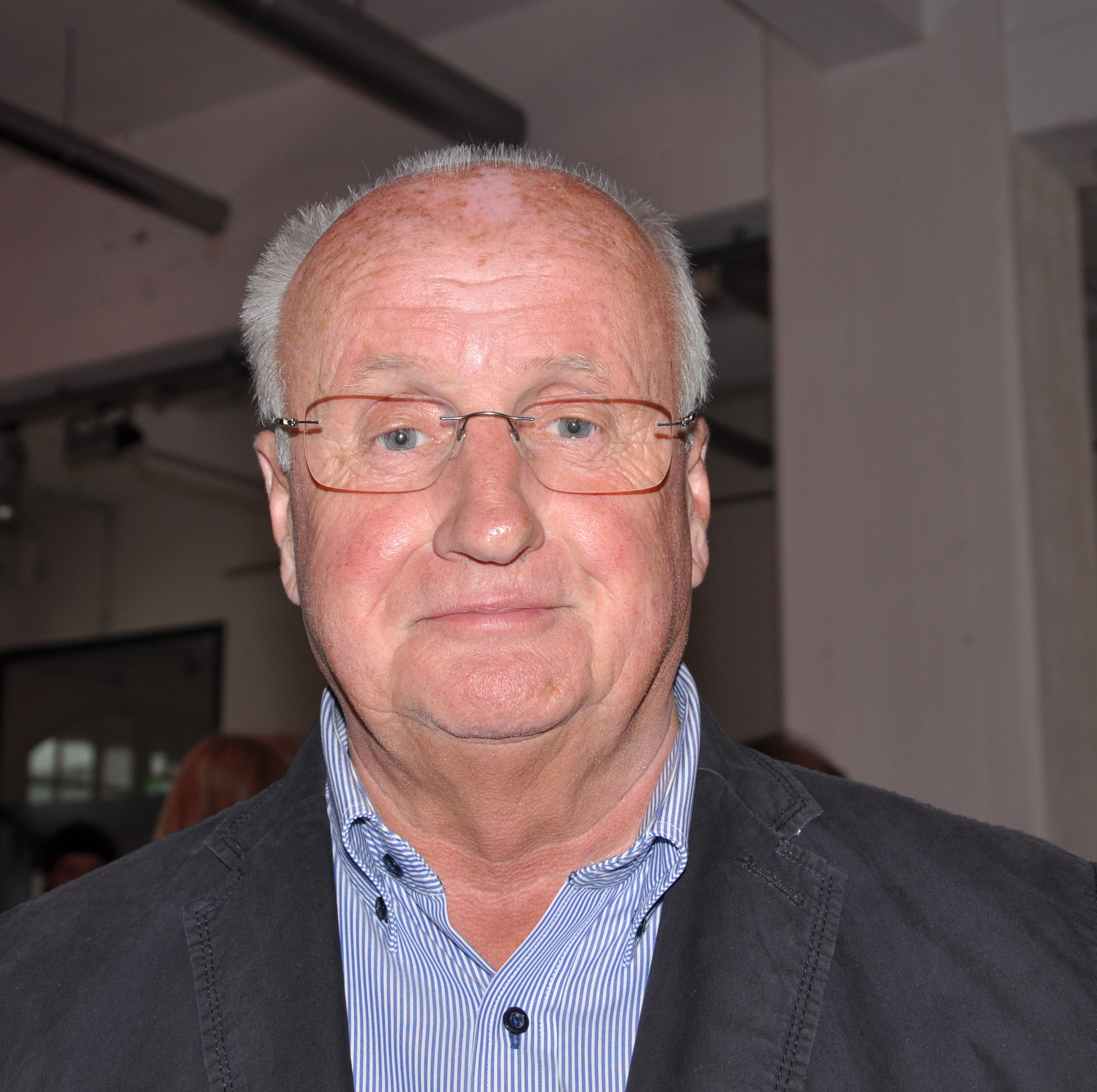
Ernst Claußmeyer organisierte das Sechstagerennen seit 1994

Das Dortmunder Sechstagerennen war eine traditionelle Radsportveranstaltung in Dortmund.
Das Rennen fand regelmäßig von 1926 bis 2008 in der Dortmunder Westfalenhalle statt. Zwischen 1935 und 1951 gab es in Dortmund kein Sechstagerennen. Die Westfalenhalle diente im Krieg als Kriegsgefangenenlager und wurde 1944 bei einem Bombenangriff zerstört. Nach dem Wiederaufbau 1952 wurde an die Tradition der Sixdays angeknüpft und die Rennen wurden wieder aufgenommen.
In Dortmund wurde auf einem 200 Meter langen Holzoval gefahren. Die Bahn hatte eine Kurvenüberhöhung von 45° und eine Breite von 6 Meter. Sie war für alle Wettbewerbe inklusive Rennen hinter schweren Schrittmacher-Motorrädern (Steherrennen) zugelassen.
Wie bei fast allen anderen Sechstagerennen gab es auch beim Dortmunder Sechstagerennen eine Paarung, die dem Publikum bereits im Vorfeld als „die Lokalmatadoren“ angekündigt wurde. Diese Mannschaft fuhr traditionell in schwarzen Trikots und der Rückennummer neun. Diese Rolle hatten zum Beispiel
- in den 60er und 70er Dieter Kemper (mit u. a. Graeme Gilmore und Klaus Bugdahl)
- seit den 90er Jahren: Rolf Aldag (mit u. a. Silvio Martinello und Danny Clark) und Erik Zabel (u. a. mit Bruno Risi und Leif Lampater), die in Dortmund lange Jahre als Standardpaar fuhren.

Rekordsieger bei den Dortmunder Sixdays ist der Belgier Patrick Sercu mit acht Siegen, seine Partner waren: Gregor Braun, Dietrich Thurau, Freddy Maertens, René Pijnen, Eddy Merckx, Peter Post, Rudi Altig, Alain Van Lancker.
Die Veranstaltung wurde regelmäßig von rund 80.000 Zuschauern besucht. Neben dem Sport wurde in der Westfalenhalle 2 während des Sechstagerennens ein umfangreiches Show- und Unterhaltungsprogramm geboten.
Zuletzt war der Organisator der Veranstaltung die „Olympia Consulting GmbH“ mit Sven Claußmeyer, der damit seinem Vater Ernie Claußmeyer, Weltmeister in der Mannschaftsverfolgung von 1970, als Veranstalter gefolgt war. Zuvor hatte mit Otto Ziege ein ehemaliger Radrennfahrer viele Jahre das Rennen geleitet.
Nach dem Rückzug des Hauptsponsors, der Rewe Group, wurde das Sechstagerennen 2009 aufgrund einer Finanzierungslücke von 300.000 Euro abgesagt. Seitdem fand das Sechstagerennen ebenso wie der Große Weihnachtspreis der Steher, der ebenfalls von der Familie Claußmeyer organisiert wurde, nicht mehr statt. Im Sommer 2011 wurde die Radrennbahn in der Westfalenhalle abgerissen.

## Sieger seit 1926
| Jahr   | Sieger                                            |
| ------ | ------------------------------------------------- |
| 2008   | Erik Zabel (De) – Leif Lampater (De)              |
| 2007   | Bruno Risi (Ch) – Franco Marvulli (Ch)            |
| 2006   | Bruno Risi (Ch) – Erik Zabel (De)                 |
| 2005   | Rolf Aldag (De) – Erik Zabel (De)                 |
| 2004   | Rolf Aldag (De) – Scott McGrory (Aus)             |
| 2003   | Bruno Risi (Ch) – Kurt Betschart (Ch)             |
| 2002   | Andreas Beikirch (De) – Andreas Kappes (De)       |
| 2001   | Rolf Aldag (De) – Erik Zabel (De)                 |
| 2000   | Rolf Aldag (De) – Erik Zabel (De)                 |
| 1999   | Bruno Risi (Ch) – Kurt Betschart (De)             |
| 1998   | Silvio Martinello (Ita) – Rolf Aldag (De)         |
| 1997   | Bruno Risi (Ch) – Kurt Betschart (Ch)             |
| 1996   | Rolf Aldag (De) – Erik Zabel (De)                 |
| 1995   | Danny Clark (Aus) – Rolf Aldag (De)               |
| 1994   | Adriano Baffi (Ita) – Giovanni Lombardi (Ita)     |
| 1993   | Bruno Risi (Ch) – Kurt Betschart (Ch)             |
| 1992   | Bruno Risi (Ch) – Kurt Betschart (Ch)             |
| 1991   | Danny Clark (Aus) – Rolf Aldag (De)               |
| 1990   | Urs Freuler (Ch) – Olaf Ludwig (De)               |
| 1989   | Andreas Kappes (De) – Etienne De Wilde (Bel)      |
| 1988   | Danny Clark (Aus) – Anthony Doyle (Gbr)           |
| 1987   | Danny Clark (Aus) – Roman Hermann (De)            |
| 1986   | Danny Clark (Aus) – Anthony Doyle (Gbr)           |
| 1985   | Roman Hermann (De) – Josef Kristen (De)           |
| 1984   | Francesco Moser (Ita) – René Pijnen (Ned)         |
| 1983   | Danny Clark (Aus) – Anthony Doyle (Gbr)           |
| 1982   | Danny Clark (Aus) – Henry Rinklin (De)            |
| 1981   | Gert Frank (Den) – Hans-Henrik Oersted (Den)      |
| 1980   | Patrick Sercu (Bel) – Gregor Braun (De)           |
| 1979   | Patrick Sercu (Bel) – Dietrich Thurau (De)        |
| 1978   | Francesco Moser (Ita) – René Pijnen (Ned)         |
| 1977   | Dietrich Thurau (De) – Jürgen Tschan (De)         |
| 1976   | Patrick Sercu (Bel) – Freddy Maertens (Bel)       |
| 1975   | Dieter Kemper (De) – Graeme Gilmore (Aus)         |
| 1974   | René Pijnen (Ned) – Patrick Sercu (Bel)           |
| 1973   | Patrick Sercu (Bel) – Eddy Merckx (Bel)           |
| 1972   | Patrick Sercu (Bel) – Alain Van Lancker (Bel)     |
| 1971   | Dieter Kemper (De) – Klaus Bugdahl (De)           |
| 1970   | Albert Fritz (De) – Rudi Altig (De)               |
| 1969   | Peter Post (Ned) – Patrick Sercu (Bel)            |
| 1968   | Patrick Sercu (Bel) – Rudi Altig (De)             |
| 1967   | Dieter Kemper (De) – Horst Oldenburg (De)         |
| 1966   | Sigi Renz (De) – Rudi Altig (De)                  |
| 1965   | Peter Post (Ned) – Fritz Pfenninger (Ch)          |
| 1964   | Rudi Altig (De) – Fritz Pfenninger (Ch)           |
| 1963   | Klaus Bugdahl (De) – Sigi Renz (De)               |
| 1962   | Peter Post (Ned) – Rik Van Looy (Bel)             |
| 1961   | Rik Van Steenbergen (Bel) – Emile Severeyns (Bel) |
| 1960   | Klaus Bugdahl (De) – Hennes Junkermann (De)       |
| 1959   | Rik Van Steenbergen (Bel) – Klaus Bugdahl (De)    |
| 1958   | Kay Werner Nielsen (Den) – Palle Lykke (Den)      |
| 1957   | Ferdinando Terruzzi (Ita) – Reginald Arnold (Aus) |
| 1956   | Rik Van Steenbergen (Bel) – Emile Severeyns (Bel) |
| 1955   | Hugo Koblet (Ch) – Armin von Büren (Ch)           |
| 1954   | Lucien Acou (Bel) – Achiel Bruneel (Bel)          |
| 1953   | Lucien Gillen (Lux) – Ferdinando Terruzzi (Ita)   |
| 1952-2 | Hugo Koblet (Ch) – Armin von Büren (Ch)           |
| 1952-1 | Émile Carrara (Fra) – Guy Lapébie (Fra)           |
| 1934   | Marcel Guimbretiere (Fra) – Paul Broccardo (Fra)  |
| 1933   | Paul Buschenhagen (De) – Adolf Schön (De)         |
| 1932   | Jan Pijnenburg (Ned) – Piet van Kempen (Ned)      |
| 1931   | Jan Pijnenburg (Ned) – Adolf Schön (De)           |
| 1930   | Viktor Rausch (De) – Gottfried Hürtgen (De)       |
| 1929   | Karl Göbel (De) – Alfredo Dinale (Ita)            |
| 1928   | Piet van Kempen (Ned) – Maurice Dewolf (Bel)      |
| 1927   | Willy Lorenz (De) – Alessandro Tonani (Ita)       |
| 1926   | Fritz Knappe (De) – Willy Rieger (De)             |